# Geogarypus maculatus
Geogarypus maculatus es una especie de arácnido del orden Pseudoscorpionida de la familia Geogarypidae.

## Distribución geográfica
Se encuentra en Granada (país).